# Bal Ganesh
Pour les articles homonymes, voir Ganesh (homonymie).
Pour plus de détails, voir Fiche technique et Distribution.
Bal Ganesh (« Ganesh enfant ») est un film d'animation indien réalisé par Pankaj Sharma et sorti en Inde en 2007. C'est un film réalisé en images de synthèse. L'histoire, librement inspirée de la mythologie hindoue, met en scène les aventures du dieu hindou Ganesh au temps où il était encore enfant.

## Fiche technique
- Titre : Bal Ganesh[1]
- Réalisateur : Pankaj Sharma[1]
- Musique : Shamir Tandon, Sanjay Dhakan[1]
- Paroles : Rajendra Mehra, Vibha Singh, Shabbir Ahmed[1]
- Interprètes des chansons : Asha Bhosle, Usha Mangeskhar, Shankar Mahadevan, Hariharan, Kailash Kher, Siddhant S. Bhosle[1]
- Producteurs : Smita Maroo, Pankaj Sharma[1]
- Sociétés de production : Shemaroo Entertainment, Astute Media Vision[1]
- Langue : hindi
- Pays de production :  Inde
- Date de sortie : 
  - Inde : 26 octobre 2007